# Amesiomima fulvella
Amesiomima fulvella là một loài ruồi trong họ Tachinidae.